# Koen Verweij
Pour les articles homonymes, voir Verweij.
Koen Verweij, né le 26 août 1990 à Koedijk, est un patineur de vitesse néerlandais. Il est licencié au club de TVM.
Lors des Jeux olympiques d'hiver de 2014, il obtient la médaille d'argent sur le 1500 mètres devancé de seulement trois millièmes par Zbigniew Brodka et est ensuite titré dans la poursuite par équipes.

## Palmarès

### Jeux olympiques d'hiver
| Épreuve / Édition   | 500 mètres | 1 000 mètres | 1 500 mètres                       | 5 000 mètres | 10 000 mètres | Mass start                          | Poursuite par équipes               |
| JO 2014 Sotchi      | —          | 6e           | Médaille d'argent, Jeux olympiques | —            | —             | —                                   | Médaille d'or, Jeux olympiques      |
| JO 2018 Pyeongchang | —          |              | 11e                                | —            | —             | Médaille de bronze, Jeux olympiques | Médaille de bronze, Jeux olympiques |

Légende :
- : première place, médaille d'or
- : deuxième place, médaille d'argent
- : troisième place, médaille de bronze
- : pas d'épreuve
- — : Non disputée par le patineur
- DSQ : disqualifiée

### Championnats du monde toutes épreuves
- Médaille d'or en 2014 à Hamar
- Médaille de bronze en 2012 à Moscou

### Championnats du monde
- Médaille d'or de la poursuite par équipe en 2012 à Heerenveen
- Médaille d'or de la poursuite par équipe en 2013 à Sotchi
- Médaille de bronze de la poursuite par équipe en 2011 à Inzell

### Coupe du monde
- 2 victoires individuelles